# Martina Glomb

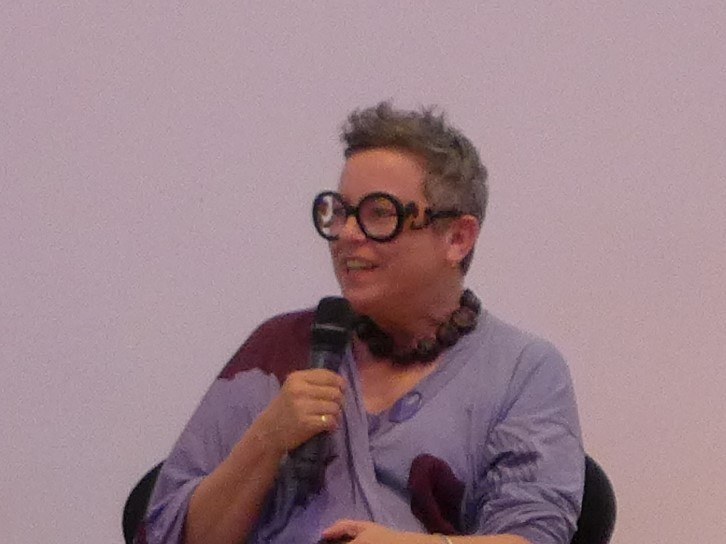
Martina Glomb, 2017

Martina Glomb (* 2. August 1960 in Bremen) ist eine deutsche Modedesignerin. Sie bezeichnet sich selbst öffentlich als Modeschöpferin.

## Leben
Nach einer Ausbildung zur Damenschneiderin 1979 bis 1982 studierte Glomb von 1984 bis 1989 Modedesign an der Hochschule für Künste Bremen. Danach war sie als Designerin für Vivienne Westwood unter anderem für die Kollektionen „Anglomania“ und „Red Label“ tätig. 2002 wechselte sie von dort in die Lehrtätigkeit unter anderem am Royal College of Art in London und an der Chinesischen Hochschule der Künste in Hangzhou. 2005 wurde sie dann zur Professorin an die Hochschule Hannover berufen. Dort unterrichtet Glomb im Studiengang Modedesign vorwiegend experimentelles Modedesign.

## Schriften (Auswahl)
- Martina Glomb: Mode in der postfossilen Gesellschaft: Redesign, Upcycling und Zero Waste: Modedesign-Konzepte aus Hannover für energieärmere Entwicklung von Bekleidung. In: Dietrich Fürst, Andrea Bache, Lina Trautmann (Hrsg.): Postfossile Gesellschaft (= Stadt und Region als Handlungsfeld). PL Academic Research Lang, Frankfurt am Main 2014, ISBN 978-3-631-65427-9, S. 131–146.